# The Hunter (låt av Melody Club)
The Hunter är en låt av den svenska popgruppen Melody Club. Låten är skriven av bandets medlemmar; Kristofer Östergren, Erik Stenemo, Niklas Stenemo och Jon Axelsson, och är med på skivan Human Harbour, som släpptes den 2 mars 2011 från skivbolaget Versity/Warner. Låten var även med i den fjärde deltävlingen i Melodifestivalen 2011, där de kom sjua.